# Stanisław Ustupski
Stanisław Ustupski (Zakopane, 15 novembre 1966) è un ex combinatista nordico polacco.

## Biografia
In Coppa del Mondo esordì il 14 gennaio 1989 a Reit im Winkl (7°) e ottenne l'unico podio il 21 gennaio successivo a Breitenwang (2°).
In carriera prese parte a due edizioni dei Giochi olimpici invernali, Albertville 1992 (8° nell'individuale) e Lillehammer 1994 (21° nell'individuale).

## Palmarès

### Coppa del Mondo
- Miglior piazzamento in classifica generale: 13º nel 1989
- 1 podio (individuale):
  - 1 secondo posto